# Iwan Popow (zapaśnik)
Iwan Popow (ur. 25 maja 1986) – australijski zapaśnik walczący w stylu klasycznym. Olimpijczyk z Rio de Janeiro 2016, gdzie zajął siedemnaste miejsce w kategorii 130 kg.
Dwukrotny uczestnik mistrzostw świata, zajął osiemnaste miejsce w 2010. Złoty medalista igrzysk wspólnoty narodów w 2010. Mistrz Wspólnoty Narodów w 2011. Pięciokrotny złoty medalista mistrzostw Oceanii w latach 2007 - 2012 roku.
Jest synem radzieckiego zapaśnika Władimira Popowa, brązowego medalisty z igrzysk w Seulu 1988. Od 2003 roku występuje w barwach Australii. Jego brat Władimir Popow, również jest zapaśnikiem.